# Seth Ford-Young
Seth Ford-Young (* 18. Februar 1973 in Alexandria, Virginia) ist ein US-amerikanischer Musiker (Kontrabass, Komposition), der sich in Bereichen des Folk, Jazz sowie der Filmmusik betätigte.

## Leben und Wirken
Ford-Young begann seine Karriere als Musiker als Leadsänger der Punkband Initial Reaction, die in Punkclubs rund um Washington DC spielte. Die Entdeckung des Jazz und des Kontrabasses fiel mit dem Umzug nach Kalifornien und dem Studium zusammen. Seit seinem Studium an der San Francisco State University wurde Ford-Youngs musikalische Interessen vielfältiger und spornte ihn dazu an, sich mit dem E-Bass zu beschäftigen. Ab den späten 1990er-Jahren in Kalifornien spielte Ford-Young u. a. mit Aaron Bennett  & John Finkbeiner (Drinking Straw Music) und Jonathan Ng (The Sphynx). Des Weiteren hat er mit Künstlern wie Tom Waits, Edward Sharpe, John Vanderslice, Rocco DeLuca, Sean Hayes, Eric McFadden, Sasha Dobson, Nels Cline, T-Bone Burnett, und den Formationen Magnetic Zeros und Beats Antique bis hin zu The Hot Club of San Francisco, Rocco DeLuca und Sixto Rodriguez zusammengearbeitet.
Als Komponist hat Seth zwei Alben unter eigenem Namen (Seth Ford-Young, 2011, und Time Memory Beauty Hope, 2016) vorgelegt, auf denen er Tango- und Gypsy-Jazz-Einflüsse verarbeitete. Außerdem hat er an mehreren Filmmusiken mitgewirkt; so schrieb bzw. spielte er die Musik zu Swing (2003) von Martin Guigui, Mr. Church (2016) von Bruce Beresford und All Is Lost – Überleben ist Alles (2013) von J.C. Chandor. Zu den weiteren Projekten gehört die Co-Produktion von Gill Landrys Album Skeleton at the Banquet.
In den frühen 2020er-Jahren gründete er in Los Angeles die Instrumentalgruppe Phi-Psonics, mit dem Holzbläser Sylvain Carton, Mitchell Yoshida am E-Piano und Josh Collazo am Schlagzeug. Ihre Musik basiert auf Jazz- und klassischen Einflüssen sowie Ford-Youngs eigenen musikalischen Erfahrungen, Beziehungen zu Spiritualität, Yoga und Philosophie; der Name und Ziel von Phi-Psonics ist es, „Phi“ – die goldene Mitte – in Kunst, Natur und Selbst zu finden.
Ian Ward (UK Vibe) zählt Ford-Young zu den multitalentierten, modernen Bassisten [und Bandleadern] wie Matt Ulery und Dan Loomis; The Cradle von seiner Gruppe Phi-Psonics sei ein introspektives, feierliches Album des Spiritual Jazz, aber nicht demonstrativ, sondern auf eine geduldige und einfühlsame Weise. Diese Zurückhaltung sei verführerisch und schaffe eine intime, behagliche, eindringliche Klanglandschaft, die niemals in sich selbst versunken sei.

## Diskographische Hinweise
- Psi-Psonics: The Cradle (Gondwana, 2022)
- Phi-Psonics: Octava (Gondwana, 2023)